# Muslimbrüder (Kuwait)
Die Muslimbrüder in Kuwait (arabisch: الإخوان المسلمون في الكويت, DMG al-ʾIḫwān al-Muslimūn fī l-Kuwait) sind der kuwaitische Zweig der Muslimbruderschaft (MB).

## Geschichte Von der Gründung bis in die frühen 1990er Jahre
Die Aktivitäten dieses Zweigs begannen 1947, nachdem ʿAbd al-ʿAzīz ʿAlī al-Muṭawiʿ durch ein Treffen mit Hasan al-Bannā, dem Gründer der ägyptischen Muslimbruderschaft, in Mekka inspiriert worden war. Al-Muṭawiʿ gründete daraufhin die erste Zweigstelle der Muslimbruderschaft in Kuwait, wodurch die Bewegung als erste islamistisch-politische Organisation des Landes etabliert wurde.

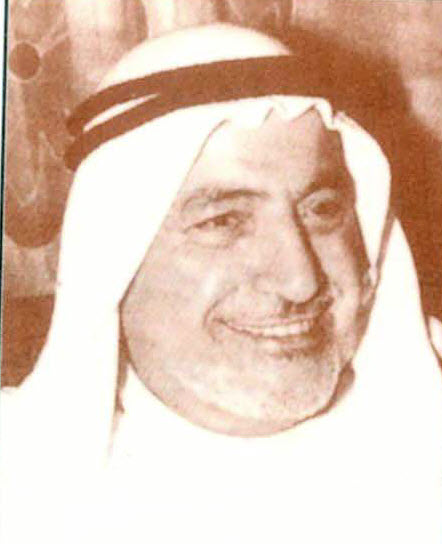
ʿAbd al-ʿAzīz al-Muṭawwaʿ

In den späten 1940er- und frühen 1950er-Jahren gewann die Bewegung zunehmend an Einfluss, und al-Muṭawiʿ wurde als al-Murāqib al-ʿĀmm (Generalbeobachter) der Muslimbrüder in Kuwait bekannt. Die enge ideologische und organisatorische Verbindung zur ägyptischen Muslimbruderschaft prägte die Struktur und Ausrichtung des kuwaitischen Zweigs. Auf Empfehlung von Hasan al-Bannā wurde al-Muṭawiʿ Mitglied des Maktab al-Irschād al-ʿĀmm (Generalbüro für Anleitung) in Ägypten. Zudem nahm er regelmäßig an internationalen Konferenzen der Muslimbruderschaft teil, an denen Delegierte aus Syrien, dem Irak, dem Sudan, Jordanien, dem Libanon und weiteren arabischen Ländern vertreten waren.

### Die Islamische Anleitungsgesellschaft (IAG)
Im Jahr 1952 wurde die Muslimbruderschaft in Kuwait offiziell in „Islamische Anleitungsgesellschaft“ (IAG, Dschamʿiyat al-Irschād al-Islāmī, جمعية الإرشاد الإسلامي) umbenannt, um ihre Akzeptanz in der Gesellschaft zu erhöhen. Diese Umbenennung war notwendig, da in Kuwait eine Sensibilität gegenüber dem Begriff „Partei“ bestand, insbesondere aufgrund der negativen Assoziationen mit der saudischen wahhabitischen Bewegung, deren Name Ichwān (Bruderschaft) lautete und die 1920 in der Schlacht von al-Dschahraʾ gegen Kuwait gekämpft hatte.
Die Ziele der IAG, wie sie in ihren internen Statuten festgehalten wurden, umfassten unter anderem:
- Eine zeitgemäße Interpretation der grundlegenden islamischen Lehren, um ihre Anwendbarkeit auf die Herausforderungen der modernen Gesellschaft zu gewährleisten.
- Die Förderung von intellektueller Emanzipation und die Überwindung von Unwissenheit, mit dem Ziel, Bildung und kritisches Denken in der Gemeinschaft zu stärken.
- Die Prävention intellektueller und moralischer Erosion bei der Jugend, insbesondere durch Bildungsinitiativen und moralische Orientierung.
- Die Verbesserung sozioökonomischer Bedingungen der muslimischen Gemeinschaft, durch gezielte wirtschaftliche und soziale Maßnahmen.
- Die Stärkung der spirituellen Praxis des Einzelnen, um individuelle und kollektive religiöse Werte zu fördern.
- Die Verwirklichung sozialer Gerechtigkeit und die Förderung des Gemeinwohls, mit Fokus auf die Schaffung gerechter gesellschaftlicher Strukturen.
- Die Unterstützung der arabischen Einheit und die Kooperation mit islamischen Organisationen, einschließlich der langfristigen Vision zur Etablierung einer Islamischen Universität.[3]

Ein wesentlicher Bestandteil der Aktivitäten der IAG war ihr Widerstand gegen den wachsenden Einfluss des Säkularismus und des arabischen Nationalismus in der Region. Die Gesellschaft setzte sich aktiv für die Bewahrung der islamischen Identität Kuwaits und gegen den Einfluss westlicher Ideologien ein.
Zwischen 1952 und 1959 nutzte die IAG die liberale Phase in Kuwait, um ihre soziale Basis zu stärken. Dabei hielt sie ihre wahre ideologische Agenda verborgen, um Mitglieder zu gewinnen. Kuwait-Stadt wurde in drei Sektoren unterteilt (al-Murqāb, al-Qibla und asch-Scharq), in denen die meisten Menschen lebten. Während die Arbeit der IAG in Kuwait-Stadt bereits in den 1950er-Jahren strukturiert wurde, wurden die Beduinengebiete erst in den 1970er-Jahren systematisch in die Aktivitäten einbezogen. Die Gesellschaft gliederte sich in drei Sektionen: eine Studentensektion, eine Arbeitersektion und eine Kaufmannssektion, wobei letztere aufgrund ihres sozialen und wirtschaftlichen Einflusses eine besondere Rolle spielte.
Die Muslimbruderschaft in Kuwait entsandte Vertreter nach Syrien, Jordanien, Irak, Libanon und Ägypten, um an Schulungsprogrammen und militärischen Trainingslagern teilzunehmen. Im Gegenzug entsandte das Maktab al-Irschād al-ʿĀmm, das höchste Gremium der ägyptischen MB, führende Persönlichkeiten wie al-Faḍīl al-Wartilānī, der eine Schlüsselrolle bei der Organisation der MB im Jemen spielte, und Nadschīb Dschweifil, der nach seiner Verurteilung in Ägypten unter dem Decknamen ʿAbdul ʿAziz al-Sālim in Kuwait tätig war. Beide trugen entscheidend zur Etablierung der MB in Kuwait bei, insbesondere durch die Aktivitäten des Lidschnit ad-Daʿwa (Rufkomitee).

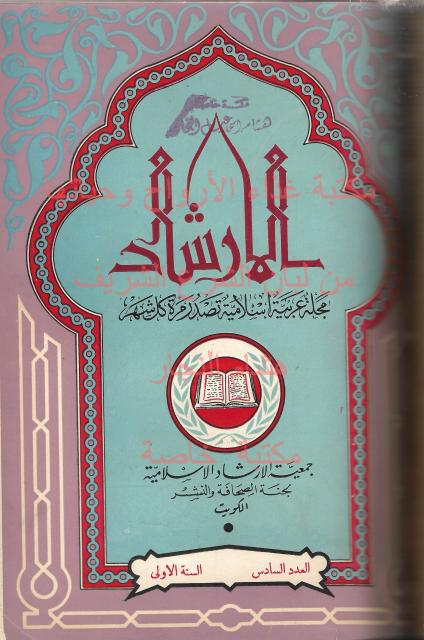
Zeitschrift al-Irschād – Jahrgang 1, Ausgabe Nr. 6.

Das Bildungsprogramm der Muslimbruderschaft in Kuwait basierte auf den Schriften islamistischer Denker wie Hasan al-Bannā, Sayyid Qutb, Abū l-Aʿlā Maudūdī, Abul Hasan Ali Nadwi, Saʿīd Ṣabāġ, Yusuf al-Qaradawi und Mustafā as-Sibāʿī. Die internen Regeln der kuwaitische MB betonten drei Prinzipien: selektive Auswahl, schrittweises Vorankommen und Disziplin sowie Gehorsam.
In Kuwait hielt Abul Hasan Ali Nadwi wöchentliche Bildungsvorträge, während die 1952 gegründete Zeitschrift al-Irschād als zentrales Medium der MB zur Verbreitung ihrer Ideologie diente. Die Zeitschrift wurde von ʿAbd al-ʿAzīz al-Muṭawiʿ, dem Gründer der MB in Kuwait, und später von ʿAbdul Razzāq al-Sāliḥ al-Muṭawiʿ geleitet. Führende Persönlichkeiten wie Abū l-Aʿlā Maudūdī und Sayyid Qutb veröffentlichten regelmäßig Artikel darin.
Die IAG agierte als religiöse und soziale Organisation und spielte eine zentrale Rolle bei der Förderung islamischer Werte, insbesondere durch den Aufbau eines von islamischen Prinzipien geprägten Bildungssystems. Die Bildungsarbeit wurde von Lehrern geleitet, die an der al-Azhar-Universität ausgebildet worden waren und der Muslimbruderschaft nahestanden. Darüber hinaus engagierte sich die IAG in sozialen Diensten und Wohltätigkeitsprojekten, was ihr bedeutenden Einfluss in der kuwaitischen Gesellschaft verschaffte.

#### Interne Spannungen
Die Muslimbruderschaft in Kuwait war durch erhebliche interne Konflikte und politische Spannungen geprägt, die auf grundlegende Differenzen zwischen den führenden Persönlichkeiten der Bewegung zurückzuführen waren. Ein zentraler Streitpunkt betraf das Verhältnis zur herrschenden Sabah-Dynastie. Während ʿAbd al-ʿAzīz al-Muṭawiʿ, der enge Verbindungen zur Herrscherfamilie pflegte, den Vorschlag unterstützte, Scheich ʿAbdullah al-Dschābir aṣ-Ṣubāḥ als Ehrenmitglied der Islamischen Anleitungsgesellschaft (IAG) aufzunehmen, lehnte al-ʿAdsānī diesen Vorschlag entschieden ab. Diese Meinungsverschiedenheit verschärfte die Spannungen innerhalb der Organisation. Hinzu kamen unterschiedliche Ansichten bezüglich Gamal Abdel Nassers Kampagne gegen die Muslimbruderschaft in Ägypten: Während al-Muṭawiʿ eine neutrale Haltung einnahm, plädierte al-ʿAdsānī für eine offene Solidarität mit der ägyptischen MB.
Ein weiterer Konfliktpunkt betraf die Führungsstruktur der IAG. Ahmad al-Rueschid, ein prominentes Mitglied der IAG, betonte, dass al-ʿAdsānī sich gegen die Zentralisierung der Führung in den Händen von al-Muṭawiʿ stellte. Stattdessen forderte er eine demokratischere Organisationsstruktur und kritisierte insbesondere al-Muṭawiʿs häufige Abwesenheit, die sowohl die Entscheidungsfindung als auch die Weiterentwicklung der Organisation beeinträchtigte. Diese Differenzen führten schließlich zu einer Spaltung der IAG in zwei Fraktionen, was zahlreiche Mitglieder zum Austritt veranlasste. Die Krise eskalierte weiter, als Muḥammad Salim, ein von der ägyptischen Muslimbruderschaft entsandtes Mitglied zur Unterstützung der Organisation in Kuwait, das Land verließ. In diesem Kontext trat al-Muṭawiʿ von seinem Amt als Generalbeobachter zurück, obwohl seine Anhänger versucht hatten, ihn davon abzuhalten.
Nach al-Muṭawiʿs Rücktritt wurde ʿAbdul Razzāq aṣ-Ṣāliḥ vom Vorstand zum neuen Generalbeobachter gewählt, um die interne Krise zu bewältigen. Al-ʿAdsānī hingegen konzentrierte sich auf die Arbeit mit seiner Jugendgruppe, deren Aktivitäten jedoch aufgrund der Abwesenheit vieler Mitglieder, die zum Studium ins Ausland gingen, zum Erliegen kamen. Die Situation verschärfte sich weiter durch Nassers zunehmende Feindseligkeit gegenüber der Muslimbruderschaft nach dem al-Manschiyya-Vorfall. Diese Ereignisse führten zu einer wachsenden öffentlichen Skepsis gegenüber der Bewegung in Kuwait, da Nassers Einfluss in der arabischen Welt zunahm.
Im Jahr 1959 verschärften sich die Spannungen zwischen der kuwaitischen Regierung und nationalistischen Gruppierungen, was zur Schließung aller Vereine und Gemeinschaften führte – mit Ausnahme der IAG, die aufgrund ihrer Rolle als Gegengewicht zum arabischen Nationalismus weiterhin aktiv bleiben durfte. Ihre Aktivitäten blieben jedoch stark eingeschränkt, und 1960 wurde die IAG endgültig geschlossen. Infolgedessen verlagerte die Muslimbruderschaft in Kuwait ihre Tätigkeiten auf intellektuelle Zusammenkünfte, während ihre organisatorische Struktur zerfiel.
Politisch blieb die IAG weitgehend inaktiv, abgesehen von einigen wenigen Initiativen, wie der Unterstützung der algerischen Revolution und Ägyptens während der Suezkrise 1956. Diese Aktionen wurden in Zusammenarbeit mit der nationalistischen Koalition der kuwaitischen Clubs organisiert. Die Organisation beteiligte sich auch an einer Veranstaltung des Nationalistischen Kulturclubs, bei der der prominente Nationalist Dschasim al-Qaṭamī das tribale Regierungssystem Kuwaits scharf kritisierte. Diese Kritik führte letztlich dazu, dass die Regierung sämtliche Clubs, einschließlich der IAG, schloss. Obwohl die IAG später aufgrund ihrer guten Beziehungen zur Herrscherfamilie wieder eröffnet wurde, kehrten die meisten Mitglieder nicht zurück. Angesichts der zunehmend feindseligen politischen Haltung der kuwaitischen Regierung gegenüber Organisationen wie der IAG beschlossen die verbliebenen Mitglieder schließlich, die Gesellschaft endgültig aufzulösen, womit die Institution ihr Ende fand.

### Die Gemeinschaft für soziale Reform (GSR)
Mit der Unabhängigkeit Kuwaits am 19. Juni 1961 wurden die politischen und gesellschaftlichen Strukturen des Landes neu geordnet. Scheich ʿAbdullāh Sālim aṣ-Ṣabāḥ erließ im Januar 1962 ein Dekret, das die Wahl eines Gremiums zur Ausarbeitung einer neuen Verfassung initiierte. Am 29. Januar 1963 trat das erste kuwaitische Parlament (Madschlis al-Umma) zusammen, um die Verfassung zu verabschieden. Im selben Jahr schlossen sich 30 Mitglieder der Muslimbruderschaft sowie Unterstützer der zuvor aufgelösten Islamischen Anleitungsgesellschaft (IAG) zusammen, um die Gemeinschaft für soziale Reform (GSR, Dschamʿiyyat al-Iṣlāḥ al-Idschtimāʿī, جمعية الإصلاح الإجتماعي) zu gründen.

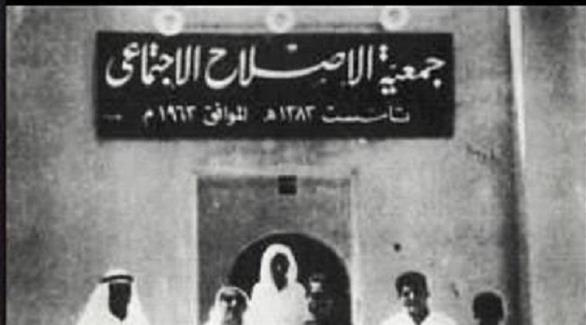
Die Gesellschaft für Sozialreform (1963)

Diese Organisation führte die Arbeit der Muslimbruderschaft fort und wurde am 22. Juli 1963 gemäß den Bestimmungen des Gesetzes Nr. 24 von 1962 offiziell anerkannt.
Die Satzung der Gemeinschaft für soziale Reform (GSR) umfasst einen detaillierten Arbeitsplan mit klar definierten Zielen. Das Programm der GSR konzentriert sich auf folgende Kernziele:
- Erhalt der islamischen Identität und der traditionellen Werte der kuwaitischen Gesellschaft.
- Förderung von Partnerschaften mit gesellschaftlichen Institutionen zur Wahrung und Weiterentwicklung des Gemeinwohls in Kuwait.
- Stärkung islamischer Werte und moralischer Prinzipien, um den sozialen Zusammenhalt der Gesellschaft zu sichern.
- Ablehnung fremder Werte und Praktiken, die die grundlegenden Prinzipien und kulturellen Normen der Gesellschaft gefährden könnten.
- Verbesserung der Lehrpläne sowie Beratung von Institutionen in Bereichen wie Bildung, Erziehung und Medien.[15]

#### Parlamentsteilnahme und Wohltätigkeit
Obwohl Mitglieder der kuwaitischen Muslimbruderschaft seit den 1960er Jahren für Parlamentssitze kandidierten, geschah dies zunächst nur als Einzelpersonen und nicht in offizieller Funktion als Vertreter der Organisation. Diese Vorgehensweise begrenzte den politischen Einfluss der Gemeinschaft innerhalb des Parlaments erheblich. Erst 1981 trat die GSR bei den Wahlen als organisierter Block auf. Durch ihre wachsende Präsenz im Parlament nutzte die Organisation ihre Position, um die Islamisierung der Gesellschaft voranzutreiben. Zu ihren zentralen politischen Zielen gehörte eine Änderung von Artikel 2 der Verfassung, um die Bedeutung der islamischen Gesetzgebung zu stärken. Zudem erreichten die Abgeordneten 1982, dass die kuwaitische Staatsbürgerschaft auf Muslime beschränkt wurde. 1983 setzten sie ein Verbot des Konsums und Verkaufs von Alkohol durch, nachdem der allgemeine Verkauf bereits 1963 untersagt worden war.
Parallel zu ihren politischen Aktivitäten setzte die GSR ihre sozialen und religiösen Bemühungen fort. 1968 eröffnete sie das erste Zentrum für Koranausbildung in Kuwait. Bis 1990 wuchs die Zahl dieser Einrichtungen landesweit auf 317 Zentren für Männer und 79 Zentren für Frauen, die insgesamt 82.627 Schüler betreuten. Diese Zentren, die meist in Moscheen untergebracht waren, dienten vermutlich auch als Rekrutierungsorte für die Muslimbruderschaft. Darüber hinaus verbreitete die GSR ihre Ideologie über die Zeitschrift al-Mudschtamaʿ („Die Gesellschaftszeitschrift“), die 1970 das al-Iṣlāḥ-Bulletin ersetzte. Sie nutzte zudem verschiedene Medienformate wie Publikationen, Kassetten und Videobänder, um ihre Botschaften zu verbreiten. Zusätzlich organisierte die GSR Buchmessen und gründete Jugend- sowie Sozialkomitees, um ihre religiösen und kulturellen Ziele aktiv in Kuwait zu fördern.
Trotz anfänglicher politischer Rückschläge bei den Wahlen von 1962 und 1963, bei denen die Muslimbruderschaft lediglich einen Sitz gewinnen konnte, nahm ihre Bedeutung in den folgenden Jahrzehnten erheblich zu. Die internen Strukturen der Gemeinschaft orientierten sich an den Prinzipien Selektivität, Disziplin und Hierarchie, angelehnt an die Organisation der Muslimbruderschaft in Ägypten.

#### Internationale Kritik und Reaktionen
Die russische Regierung hat die Aktivitäten der Gemeinschaft für soziale Reform (GSR) auf ihrem Territorium verboten. Akdaeier al-Enezi, ein Vertreter der Islamischen Verfassungsbewegung (IVB) in der kuwaitischen Nationalversammlung, erklärte, dass zionistische Gruppen hinter diesen Anschuldigungen stünden, mit dem Ziel, das Ansehen islamischer Wohltätigkeitsorganisationen und deren globale Aktivitäten zu diskreditieren. Er wies die Vorwürfe der russischen Regierung als unbegründete Erfindungen zurück. Angesichts dieser Vorwürfe verteidigte das kuwaitische Regime die GSR sowie die Gesellschaft zur Wiederbelebung des islamischen Erbes (Ǧamʿīyat Iḥyāʾ at-Turāṯ al-Islāmī, جمعية إحياء التراث الإسلامي). Das kuwaitische Außenministerium protestierte offiziell bei der russischen Regierung und bestellte den russischen Geschäftsträger ein. Chalid al-Maqamis, Direktor der Abteilung für Koordination und Nachverfolgung im kuwaitischen Außenministerium, betonte, dass es ungerecht sei, reine Wohltätigkeitsarbeit mit terroristischen Handlungen gleichzusetzen. Er hob hervor, dass die GSR und die GWIE international für ihre humanitären und wohltätigen Tätigkeiten bekannt seien.

## Der Wandel und Einfluss seit den 1990er-Jahren

### Reaktion der kuwaitischen MB auf die irakische Invasion
Im August 1990, während der Besetzung Kuwaits durch irakische Truppen, stand die Muslimbruderschaft Kuwaits vor einer neuen Herausforderung. Als Reaktion auf die Invasion gründete sie die Widerstandsbewegung Ḥarakat al-Murābiṭūn („Die Bewegung der Krieger an der Grenze“).

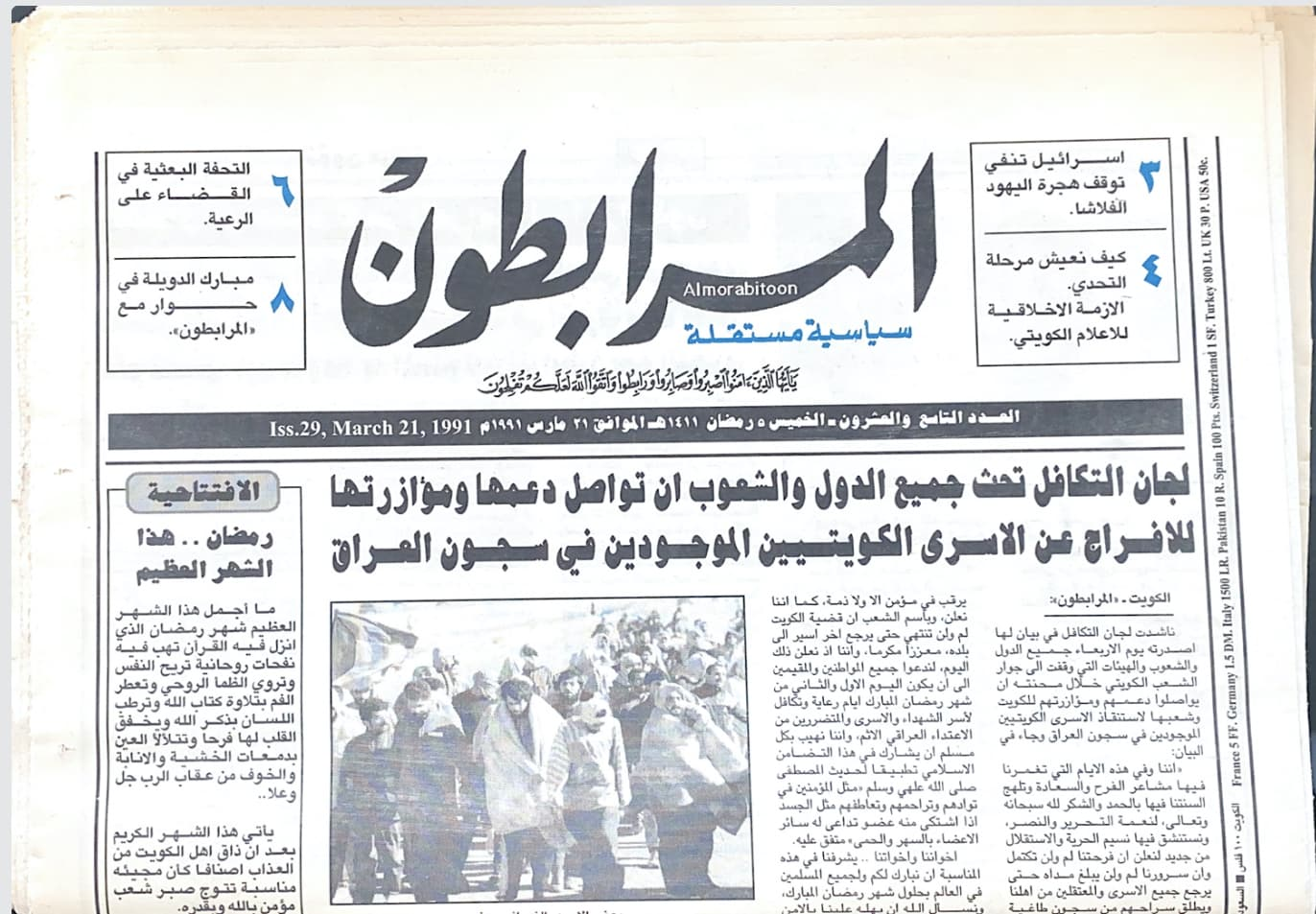
Al-Murabiṭūn Zeitung, Ausgabe Nr. 29, den 21. März 1991

Die Gründung von al-Murābiṭūn wurde maßgeblich von führenden Mitgliedern des Jugendsektors der kuwaitischen Muslimbruderschaft initiiert. Zu den wichtigsten Akteuren zählten ʿAdschīl al-Naschmī, Chālid al-Maḍkūr, Dschāsim Muhalhil al-Yāsīn, Chālid Budī und ʿĪsa Madschid al-Schahīn. Die Organisationsstruktur der Bewegung war in mehrere Flügel unterteilt:
Der Sicherheitsflügel: war in zwei Sektionen gegliedert:
- Volkswiderstand: Zuständig für militärische Aufgaben wie das Sammeln von Informationen, Kommunikation, geheimdienstliche Dokumentation und bewaffnete Operationen.
- Institutionelle Sektion: Verantwortlich für essentielle Dienstleistungen wie Gesundheit, Energieversorgung, Elektrizität, Wasser, Feuerwehr und Transport.

Ziviler Flügel: Dieser Flügel übernahm eine Mission der Solidarität und war ebenfalls in verschiedene Sektionen unterteilt. Die bedeutendste Sektion war die für Wohngebiete, die Komitees für soziale Solidarität in verschiedenen Stadtvierteln einrichtete. Diese Komitees waren für Aufgaben wie die Versorgung von Gefangenen und die Organisation humanitärer Hilfe im Stil des Roten Halbmonds zuständig, einschließlich der Finanzierung und Verteilung von Hilfsgütern.
Die Bewegung al-Murābiṭūn spielte eine zentrale Rolle im zivilen Widerstand gegen die Besatzung. Sie überwachte Genossenschaften und ermutigte die Bevölkerung, Widerstand gegen die irakische Besatzung zu leisten. Nach der Befreiung Kuwaits trug die Bewegung zur Gründung von Lidschān at-Takāful (Solidaritätskomitees) bei, die grundlegende Dienstleistungen für die Bürger organisierten.
Das offizielle Bulletin der Bewegung, al-Murābiṭūn, wurde während der Besatzung wöchentlich in London veröffentlicht. Unter der Leitung von Nāṣir al-Ṣaniʿ, einem führenden Mitglied der Muslimbruderschaft, erreichte die Publikation weite Verbreitung. Nach der Veröffentlichung der sechsten Ausgabe erließ die irakische Besatzungsbehörde jedoch einen Befehl, jede Person hinzurichten, die mit der Publikation in Verbindung stand. Nach der Veröffentlichung der sechsten Ausgabe von „al-Murābiṭūn“ erließ die irakische Besatzungsbehörde den Befehl, jede Person hinzurichten, die mit dieser Publikation in Verbindung stand. Nach der Befreiung Kuwaits und der Wiederherstellung der verfassungsmäßigen Institutionen wurde die Bewegung al-Murābiṭūn von der Muslimbruderschaft aufgelöst. Diese Entwicklungen führten letztlich zu einem Bruch mit der internationalen Muslimbruderschaft Netzwerk und zur Gründung der Islamischen Verfassungsbewegung (IVB, al-Ḥaraka ad-Dusturiyya al-Islāmiya, الحركة الإسلامية الدستورية).

### Die Islamischen Verfassungsbewegung (IVB)
Die Gründung der Islamischen Verfassungsbewegung (IVB, al-Ḥaraka ad-Dusturiyya al-Islāmiya) am 30. März 1991 war eine direkte Reaktion auf die Haltung der internationalen Muslimbruderschaft gegenüber der irakischen Besetzung Kuwaits.
Im September 1991 traf Yūsuf Nada, der Beauftragte für politische Beziehungen des internationalen Netzwerks der Muslimbruderschaft, den irakischen Präsidenten Saddam Hussein. Er präsentierte einen Vorschlag zur Beendigung der Invasion, der die Zustimmung des Führungsbüros der Muslimbruderschaft erhielt. Der Plan sah vor, dass die irakischen Truppen Kuwait im Austausch gegen die Stationierung islamischer Truppen aus Ländern wie Iran, Indonesien, Malaysia und dem Sudan verlassen sollten. Ziel war es, eine Intervention der von den USA geführten internationalen Koalition zu verhindern. Zusätzlich sollten unter der Aufsicht dieser islamischen Truppen Wahlen in Kuwait abgehalten werden, bei denen die Kuwaiter über ihre Zukunft entscheiden würden.
Dieser Vorschlag sowie die Unterstützung prominenter Persönlichkeiten der internationalen Muslimbruderschaft – darunter Hasan at-Turabi, Necmettin Erbakan und Gulbuddin Hekmatyār – für Saddam Hussein während der Besetzung Kuwaits stießen in Kuwait auf scharfe Kritik. Die kuwaitische Muslimbruderschaft betrachtete diese Haltung als Verrat an ihrem Land und entschied sich, sich von der internationalen Organisation der Muslimbruderschaft abzuspalten. Diese Ereignisse führten schließlich am 30. März 1991 zur Gründung der Islamischen Verfassungsbewegung.

„Wir stehen den Vereinigten Staaten ohne Vorbehalte gegenüber und empfinden keinerlei negative Gefühle hinsichtlich der Präsenz amerikanischer Truppen in Kuwait.“

#### Beteiligung der IVB an Parlamentswahlen

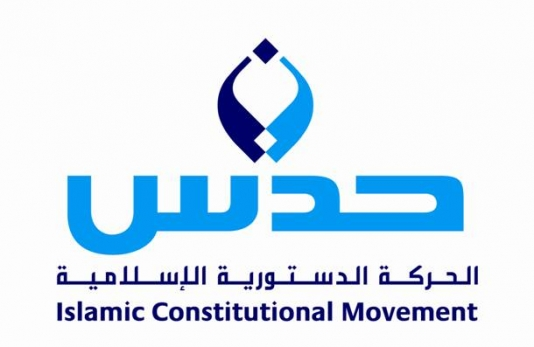
Hadas-Logo

Nach der Befreiung Kuwaits von der irakischen Besatzung nahm die Islamische Verfassungsbewegung (IVB, al-Ḥaraka ad-Dusturiyya al-Islāmiya) erstmals an den Parlamentswahlen im Oktober 1992 teil. Diese Wahl markierte den Beginn ihrer aktiven politischen Beteiligung. Fünf Kandidaten traten offiziell im Namen der IVB an, während andere Mitglieder als unabhängige Kandidaten kandidierten. Die IVB verfolgte eine Strategie, unabhängige Kandidaten zu unterstützen, um im Falle eines Wahlerfolgs politische Positionen zu besetzen, ohne als Partei wahrgenommen zu werden. Die Wahl von 1992 brachte der IVB Erfolge sowohl bei den offiziellen als auch bei den unabhängigen Kandidaten. Ihre moderate Haltung gegenüber dem kuwaitischen Regime ermöglichte es der IVB, islamische Projekte über die Nationalversammlung zu fördern.
Bei den Parlamentswahlen von 1996 sah sich die IVB einem veränderten politischen Klima gegenüber. Das Regime ergriff Maßnahmen, um den Einfluss islamischer Bewegungen einzuschränken, während westliche und säkulare Tendenzen in der Gesellschaft zunahmen. Trotz dieser Herausforderungen setzte die IVB auf 10 Kandidaten, um ihren Einfluss in der Nationalversammlung auszubauen. Sie entwickelte Strategien, um eine parlamentarische Mehrheit zu bilden, die ihre islamischen Anliegen unterstützen sollte.
Die Wahl von 1999 stellte jedoch eine bedeutende Niederlage dar: Von 15 Kandidaten konnten nur zwei – Nāṣir aṣ-Ṣāniʿ und Moḥammad al-Buṣaīrī – einen Sitz gewinnen. Dabei wurde al-Buṣaīrī nicht aufgrund seiner ideologischen Ausrichtung, sondern aus tribalistischen Gründen gewählt. Interne Probleme, fehlende Koordination und ein Rückgang der Unterstützung in Stammesgebieten trugen zu diesem schlechten Ergebnis bei.
Die Wahlen von 2003 brachten ebenfalls keinen großen Erfolg. Nur zwei von 15 Kandidaten gewannen Sitze. Ein Mangel an Zusammenarbeit mit der Salafi Islamic Gathering (SIG) verschärfte die Probleme der IVB und zeigte die Notwendigkeit strategischer Allianzen. Ein Wendepunkt kam mit den Wahlen von 2006, bei denen die IVB sechs Sitze errang. Sie setzte erfolgreich auf den Wahlslogan „Wir wollen Fünf“ (nabīha khamsa), der eine Reduzierung der Wahlkreise von 25 auf fünf forderte. Diese Wahl markierte eine Wiedererstarkung der IVB.
Die Wahl von 2008 brachte der IVB eine erneute Niederlage. Von acht Kandidaten konnten nur drei einen Sitz gewinnen, ein Rückgang im Vergleich zu den sechs Sitzen bei der Wahl 2006. Gründe für den Rückgang waren:
- Das Scheitern in Stammesgebieten und der Verlust wichtiger Unterstützer.
- Die zunehmende Weigerung von Stämmen, politische Bewegungen zu unterstützen.
- Der Verlust spiritueller Führung nach dem Tod von Abdullah Ali al-Mutawiʿ.
- Mangelnde strategische Allianzen und rigide Positionen zu Themen wie der Opposition gegen Koedukation.[36]

Im Jahr 2009 erlitt die IVB bei den Parlamentswahlen einen weiteren Rückschlag. Trotz ihrer Versuche, eine größere Anzahl von Sitzen zu gewinnen, blieb die Vertretung der IVB in der Nationalversammlung im Vergleich zu früheren Wahlen relativ schwach. Die Bewegung bemühte sich, ihren Einfluss in der Gesetzgebung zu sichern und islamische Anliegen, wie die Islamisierung von Gesetzen, voranzutreiben. Seit den Parlamentswahlen im Jahr 2012 hat sich die politische Beteiligung der IVB signifikant verändert. Bei den Wahlen im Februar 2012 erzielte die IVB einen bedeutenden Erfolg, indem sie gemeinsam mit anderen islamistischen und oppositionellen Kräften eine parlamentarische Mehrheit gegen das von der herrschenden Familie geführte Kabinett bildete. Diese Mehrheit nutzte die IVB, um Verfassungsreformen zu fordern, die die Macht des Herrscherhauses begrenzen und die Stellung islamischer Prinzipien in der Gesetzgebung stärken sollten.
Jedoch erlitt die IVB im Juni 2012 einen Rückschlag, als das kuwaitische Verfassungsgericht die Ergebnisse der Wahlen für ungültig erklärte und die Auflösung des Parlaments anordnete. Diese Entscheidung führte dazu, dass die IVB und ihre Verbündeten ihre neu gewonnene Mehrheit verloren. In Reaktion auf diese Entwicklungen änderte der Emir das Wahlrecht, was die oppositionellen Kräfte, einschließlich der IVB, dazu veranlasste, die Neuwahlen im Dezember 2012 und die folgenden Wahlen im Juli 2013 zu boykottieren. Der Boykott resultierte aus der Überzeugung, dass die Wahlrechtsänderungen die demokratischen Grundsätze untergraben würden. Seit dem Boykott hat die IVB nicht mehr an Parlamentswahlen teilgenommen und sich weitgehend aus dem politischen Prozess zurückgezogen. Diese Entscheidung führte zu einem erheblichen Verlust ihres politischen Einflusses, da sie keine Vertreter mehr im kuwaitischen Parlament hat. Die IVB, die einst eine führende Rolle in der kuwaitischen Politik spielte, befindet sich seither in einer Phase politischer Isolation. Nach einem vierjährigen Wahlboykott kehrte die IVB 2016 ins politische Geschehen zurück und konnte trotz des neuen Ein-Stimmen-Wahlsystems, das die Opposition benachteiligte, vier Sitze in verschiedenen Wahlkreisen gewinnen. Diese Rückkehr markierte einen wichtigen Schritt, um ihre Präsenz in der kuwaitischen Politik wieder zu etablieren.

#### Haltung zu Frauenrechten und internationale Positionen
Die Frage der Frauenrechte in Kuwait war ein besonderes Anliegen der Islamischen Verfassungsbewegung (IVB). Die Bewegung und ihre Abgeordneten lehnten den Gesetzesvorschlag zur Gewährung politischer Rechte für Frauen entschieden ab. Sie organisierten Vorträge und Veranstaltungen, um ihre Opposition öffentlich zu machen und die traditionellen Rollenbilder in der kuwaitischen Gesellschaft zu verteidigen. Diese Kampagne richtete sich gegen die zunehmenden Forderungen nach Gleichberechtigung für Frauen und erregte sowohl national als auch international Aufmerksamkeit. Letztlich führte westlicher Druck zur Verabschiedung des Gesetzes, das Frauen politische Rechte gewährte.
Auf internationaler Ebene nahm die IVB bei Vorfällen wie der dänischen Karikaturenaffäre und den Äußerungen von Papst Benedikt XVI. über den Islam eine entschiedene Haltung ein. Die Bewegung forderte diplomatische Maßnahmen gegen die Verantwortlichen und kritisierte die kuwaitische Regierung für ihre zurückhaltende Reaktion. Diese Ereignisse verdeutlichten die ideologische Position der IVB, die sich konsequent gegen wahrgenommene Angriffe auf den Islam stellte und härtere Maßnahmen von westlichen Staaten verlangte.